# Cawayan
Cawayan ist eine philippinische Stadtgemeinde in der Provinz Masbate. Sie hat 67.033 Einwohner (Zensus 1. August 2015). Zur Gemeinde gehören die Inseln Chico, Naro und Peña, die in der Visayas-See liegen.

## Baranggays
Cawayan ist politisch in 37 Baranggays unterteilt.
| - Begia - Cabayugan - Cabungahan - Calapayan - Calumpang - Chico Island - Dalipe - Divisoria - Gilotongan - Guiom - Iraya - Itombato - Lague-lague | - Libertad - Looc - Mactan - Madbad - Mahayahay - Maihao - Malbug - Naro - Palobandera - Pananawan - Pe?a Island - Pin-As | - Poblacion - Pulot - Punta Batsan - Recodo - R.M. Magbalon (Bebinan) - San Jose - San Vicente - Taberna - Talisay - Tubog - Tuburan - Villahermosa |